# 53式歩騎槍
53式歩騎槍（53式步騎槍）は中華人民共和国（以下「中国」と表記）でライセンス生産されたモシン・ナガンM1944である。

## 歴史
ロシア帝国で開発されたモシン・ナガンは、武器商人らによって持ち込まれたものが義和団の乱の頃より中国大陸で使用されており、それまで清軍に配備されていた黒色火薬を用いる小銃と比較し動作がスムーズであったことから、連なって落ちる水滴に例えて「水連珠」の別称で呼ばれていた。
1927年頃の第一次国共合作の際にソビエト連邦（以下「ソ連」と表記）からの軍事支援として数万丁のモシン・ナガンが国民革命軍に提供されており、当時の国民革命軍第7軍司令官であった李宗仁も、回想録では「第7軍は広東省を通じてソ連製の77口径小銃（モシン・ナガン）を1000丁受け取った」と述べている。これらの小銃は、中国共産党及び紅軍の討伐を目的とした北伐において重要な装備となった為、以降ソ連は日中戦争の開戦までモシン・ナガンの供給を中止した。
国共内戦での中国共産党の勝利と1950年の朝鮮戦争勃発を経て、中国とソ連はモシン・ナガンを含む複数の兵器を購入するための協定に署名した。 その後、中国はソ連からM1944の生産設備と技術情報の提供を受け、1953年からはM1944を原型に53式歩騎槍の製造を開始した。配備された53式歩騎槍は、三八式歩兵銃や九九式小銃、スプリングフィールド M1903、中正式歩槍、漢陽八八式歩槍など、寄せ集めの雑多な小銃が配備されていた中国人民解放軍で、その使用小銃の統一に貢献したが、1957年頃からは後継となる56式半自動歩槍（SKSカービンのライセンス生産品）によって徐々に代替されていった。それでも1970年代までは他の旧式小銃と共に中国の民兵組織によって運用され続けた。

## 構造
ソ連から提供されたM1944の製造設備を元に開発された為、基本的な外見や内部構造はM1944と殆ど同一であるが、銃床の木質やフロントサイトの大きさ（M1944と比較して覆いの横幅が広い）、折り畳み式スパイクバヨネットの基部の形状、刻印などが異なっている。

## 他国での運用
53式歩騎槍は中国国内での運用に留まらず、東南アジアやアフリカ、中南米の国々にも提供された。ベトナム戦争ではベトナム人民軍や南ベトナム解放民族戦線の運用していた53式歩騎槍がアメリカ軍によって鹵獲されている。
グレナダ侵攻ではアメリカ海兵隊が53式歩騎槍を発見したと報告しており、これが事実であるとするなら、キューバへ輸出されたものが軍事支援の一環としてグレナダに提供されたものと推測される。
また、スターリン批判以後ソ連と対立していたアルバニア人民共和国は、1960年代に親アルバニアであった中国から53式歩騎槍を輸入しており、一部はコソボ紛争中にコソボ解放軍の手に渡った 。

## 運用国
- 中国
- アルバニア
- ベトナム
- 民主カンプチア[1]
- アンゴラ[1]
- タンザニア[4]
- グレナダ[1]
- キューバ[1]
- ペルー[1]